# Statele Unite ale Austriei Mari

Propunerea de reorganizare a Austro-Ungariei făcută de Aurel Popovici

Statele Unite ale Austriei Mari (în germană Vereinigte Staaten von Groß-Österreich) a fost o idee dezvoltată de o serie de învățați din jurul arhiducelui Franz Ferdinand al Austriei, prințul moștenitor, care însă nu a devenit vreodată realitate. Acest concept a fost creat de către Aurel Popovici în 1906.
Odată cu începutul secolului al XX-lea începea să fie tot mai vizibilă principala problemă de care se lovea monarhia dualistă din Austro-Ungaria și anume faptul că imperiul era format din 11 grupări etnice distincte, din care doar două, germanii și maghiarii (care împreună formau doar 44% din totalul populației), dețineau monopolul puterii. Celelalte nouă grupări etnice (cehii, polonezii, rutenii, românii, croații, slovacii, sârbii, slovenii și italienii) dețineau roluri politice secundare. Sistemul monarhiei dualiste a unchiului lui Franz Ferdinand, împăratul Franz Joseph, împărțise vechiul Imperiu Austriac în două jumătăți, una dominată de austrieci și cealaltă dominată de maghiari. După o serie de demonstrații și răscoale a devenit însă evident că această situație în care două grupări etnice, aflate practic în minoritate, dominau celelalte nouă grupuri etnice, nu putea să mai reziste pentru mult timp.
Prințul moștenitor, Franz Ferdinand, a planificat o redesenare radicală a hărții Austro-Ungariei, creând un număr de state cu o autonomie parțială, constituite pe baza majorităților etnice și lingvistice, și care să fie toate parte a unei confederații mai mari, intitulate Statele Unite ale Austriei Mari. În această preconizată federalizare a imperiului Austro-Ungar, identificarea limbii și a culturii ar fi fost încurajată și ar fi fost mai echilibrată balanța controlului puterii, cel puțin parțial. Ideea a întâmpinat de la început o opoziție crâncenă din partea ungară a monarhiei dualiste, deoarece ca urmare directă a unei astfel de reforme federalizatoare, Budapesta ar fi pierdut mult din puterea pe care o deținea. 
Însă, arhiducele moștenitor a fost asasinat la Sarajevo în 1914, ceea ce a dus la declanșarea Primului Război Mondial, pierdut în final de Austro-Ungaria. Drept urmare Imperiul Austro-Ungar a fost dezmembrat de către puterile victorioase ale Antantei. Astfel s-au format mai multe state noi, iar alte teritorii austro-ungare au fost cedate statelor vecine deja existente.

## Statele propuse de Aurel Popovici
Următoarele teritorii ar fi trebuit să devină state după reformă 
(''Deutsch se referă la limba germană, iar nu la Germania):

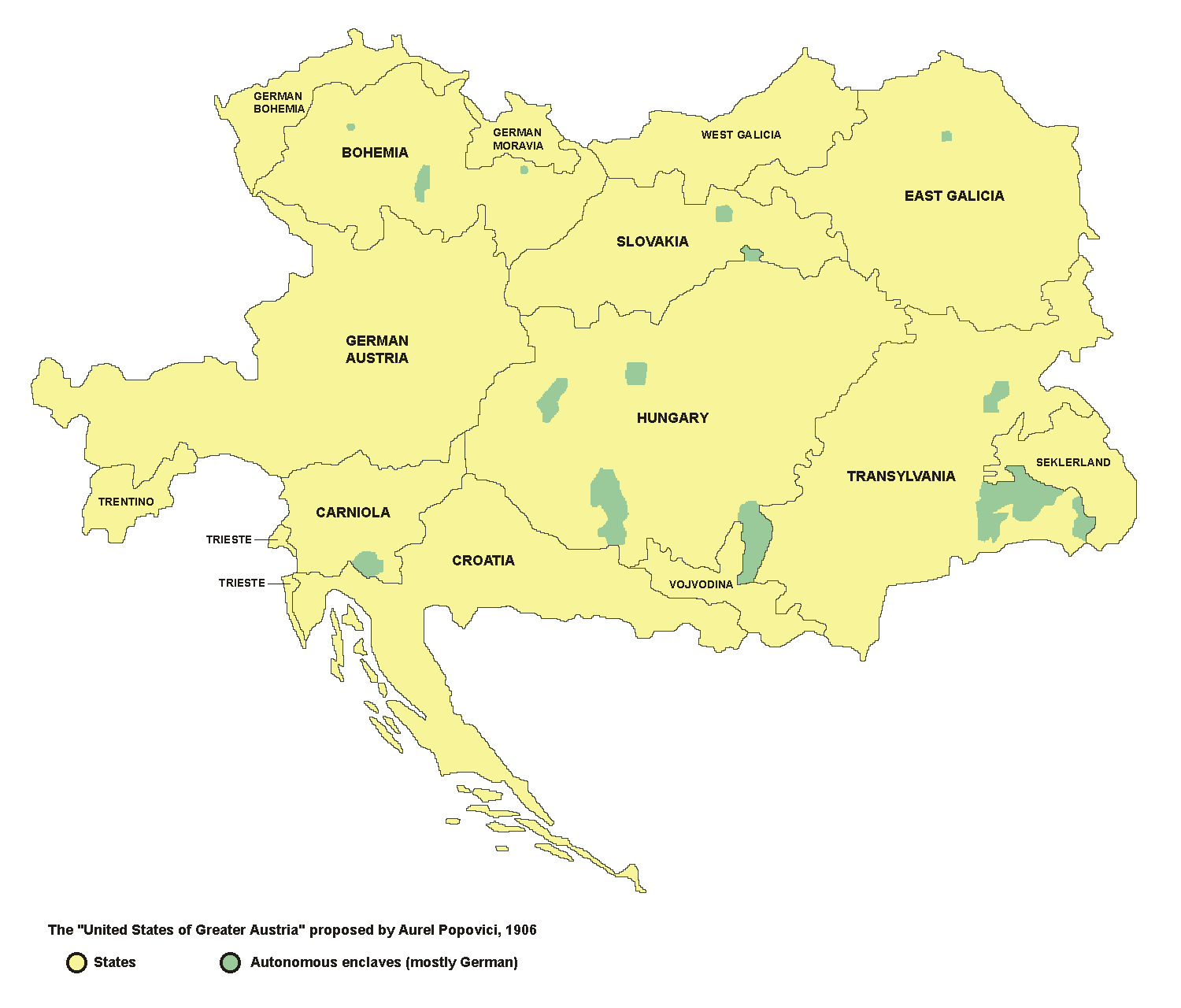
Harta Statelor Unite ale Austriei Mari propusă de Popovici, în 1906

- Deutsch-Österreich (Austria Germană, astăzi Austria și Tirolul de Sud)
- Deutsch-Böhmen (Boemia germană, partea de nord-vest a Cehiei de astăzi)
- Deutsch-Mähren (Moravia germană, partea de nord-est a Cehiei de astăzi)
- Böhmen (Boemia, partea sudică și centrală a Cehiei de astăzi)
- Slowakenland (Slovacia)
- West-Galizien (Galiția de vest, parte a actualei Polonii)
- Ost-Galizien (Galiția de est, parte a actualei Ucraine)
- Ungarn (Ungaria)
- Seklerland (Țara Secuilor, parte a României de astăzi)
- Siebenbürgen (Transilvania, Banat și Bucovina, parte a României și Ucrainei de astăzi)
- Trento (Trentino, parte a Italiei de astăzi)
- Triest (Trieste), parte a Italiei de astăzi)
- Krain (Carniola, Slovenia de astăzi)
- Kroatien (Croația)
- Woiwodina (Voivodina, parte a Serbiei de astăzi)

În plus, unele enclave vorbitoare de limbă germană din Transilvania de est și în alte locații ar fi avut o autonomie limitată.